# Budynek Banku Gospodarstwa Krajowego w Poznaniu
Budynek Banku Gospodarstwa Krajowego – budynek bankowy, zlokalizowany w Poznaniu przy Placu Wolności 16, na narożniku ul. Nowowiejskiego.

## Architektura
Projekt architektoniczny gmachu wybrano w konkursie (1937), spośród 26 nadesłanych prac, a realizację rozpoczęto w 1938. Zwycięzcą konkursu była grupa młodych twórców z Warszawy, tzw. Tygrysy: Wacław Kłyszewski, Jerzy Mokrzyński i Eugeniusz Wierzbicki. Obiekt był drugim, po gmachu PKO monumentalnym, modernistycznym budynkiem przy Placu Wolności. Zastąpił dawną Komendanturę Miasta z 1846. Ocena jury konkursowego była następująca: Usytuowanie na parceli dobre. Wejście założone dogodnie. Bardzo dobrze umieszczone klatki schodowe. Komunikacja i rozmieszczenie biur dobre. Sala operacyjna zaprojektowana prawidłowo i dobrze. Pod względem architektonicznym projekt rozwiązany dobrze. Wątpliwości budzi jedynie akcent architektoniczny przed wejściem do sali operacyjnej nie skoordynowany z dobrze pomyślanym wejściem w rzucie.
Dwubryłowa budowla nawiązywała zarówno do architektury Auguste'a Perreta, jak i rozwiązań młodych warszawskich modernistów tego okresu. Obie bryły różnią się wielkością i opracowaniem fasady, jednak łączy je wspólna faktura okładziny.
Bank nie został ukończony przed wybuchem II wojny światowej, w związku z czym dokończyli go Niemcy w 1942. Uległ niewielkim uszkodzeniom wojennym i zachował się w z grubsza niezmienionej formie – w 1945 dodano jedynie spadzisty dach zamiast płaskiego, co było sprzeczne z pierwotną ideą architektoniczną.
Z budynkiem przez ul. Nowowiejskiego sąsiaduje dawny Bank Wschodni.